# 中實大樓
中實大樓是上海市的一座歷史建築，位於北京东路130号。中實大樓是中国实业银行在上海的主要办公地点。該建築被列入上海市第五批優秀歷史建築名單。